# Leptopsammia columna
Espèce
Statut CITES
Leptopsammia columna est une espèce de coraux de la famille des Dendrophylliidae.